# Gnarls Barkley
Gnarls Barkley je americká hudební skupina, jejímiž členy jsou Danger Mouse (Brian Burton) z New Yorku a rapper/zpěvák Cee-Lo Green (Thomas Callaway) z Atlanty. Jejich první hudební album St. Elsewhere, které vyšlo v roce 2006 spolu s jejich prvním hitem "Crazy", bylo velmi úspěšné, obzvláště díky velkému prodeji prostřednictvím internetu. Dvojice také vydala své druhé album The Odd Couple v březnu 2008.

## Diskografie

### Alba
| Rok                                                           | Album                                                               | Pozice v žebříčku | Pozice v žebříčku | Pozice v žebříčku | Pozice v žebříčku | Certifikace                                                       |
| Rok                                                           | Album                                                               | US                | UK                | AUS               | SWE               | Certifikace                                                       |
| ------------------------------------------------------------- | ------------------------------------------------------------------- | ----------------- | ----------------- | ----------------- | ----------------- | ----------------------------------------------------------------- |
| 2006                                                          | St. Elsewhere - Released: May 9, 2006 - Label: Atlantic Records     | 4                 | 1                 | —kl               | —                 | - RIAA (US): Platinum - CRIA (CAN): Platinum - BPI (UK): Platinum |
| 2008                                                          | The Odd Couple - Released: March 18, 2008 - Label: Atlantic Records | 12                | 19                | 20                | 59                | - RIAA (US): 235,000 - CRIA (CAN): — - BPI (UK): —                |
| "—" znamená že singl se nedostal do žebříčku nebo nebyl vydán |                                                                     |                   |                   |                   |                   |                                                                   |

### Singly
| Rok                                                           | Singl                          | Pozice v žebříčku | Pozice v žebříčku | Pozice v žebříčku | Pozice v žebříčku | Pozice v žebříčku | Album          |
| Rok                                                           | Singl                          | U.S. Hot 100      | U.S. Pop 100      | U.S. Adult        | U.S. Mod Rock     | UK                | Album          |
| ------------------------------------------------------------- | ------------------------------ | ----------------- | ----------------- | ----------------- | ----------------- | ----------------- | -------------- |
| 2006                                                          | "Crazy"[A]                     | 2                 | 2                 | 1                 | 7                 | 1                 | St. Elsewhere  |
| 2006                                                          | "Smiley Faces"                 | —                 | —                 | —                 | —                 | 10                | St. Elsewhere  |
| 2006                                                          | "Who Cares?"[B]                | —                 | —                 | —                 | —                 | 60                | St. Elsewhere  |
| 2006                                                          | "Gone Daddy Gone"[B]           | —                 | —                 | 35                | 26                | 60                | St. Elsewhere  |
| 2008                                                          | "Run (I'm a Natural Disaster)" | 114               | 64                | —                 | 35                | 32                | The Odd Couple |
| 2008                                                          | "Going On"                     | 88                | 64                | —                 | —                 | 143               | The Odd Couple |
| 2008                                                          | "Who's Gonna Save My Soul"     | 20                | 31                | 86                | 74                | 15                | The Odd Couple |
| "—" znamená že singl se nedostal do žebříčku nebo nebyl vydán |                                |                   |                   |                   |                   |                   |                |

## Ocenění
- 2006 MTV European Music Awards, Nejlepší skladba ("Crazy") a "Future Sounds Award"
- 2007 Grammy Award, Cena grammy za nejlepší Urban/Alternative skladbu ("Crazy") a Nejlepší alternativní skladba (St. Elsewhere)[1]
- 2007 BET Award za Nejlepší kapelu
- 2008 MTV Video Music Awards, Nejlepší umělecký výkon a Nejlepší choreografie za video 'Run'